# Marcus Livius Denter
Marcus Livius Denter († nach 295 v. Chr.) stieg als erster Vertreter des römischen Plebejergeschlechts der Livier 302 v. Chr. zum Konsulat auf.

## Leben
Über die frühen Stationen der Ämterlaufbahn (cursus honorum) des Marcus Livius Denter ist nichts bekannt. Das höchste Staatsamt erreichte er 302 v. Chr. gemeinsam mit Marcus Aemilius Paullus. Während ihres Konsulats landete der spartanische Prinz Kleonymos in Unteritalien und wurde nach abweichenden, vom Geschichtsschreiber Titus Livius überlieferten Darstellungen römischer Annalisten entweder vom Konsul Aemilius Paullus besiegt und vertrieben oder er war schon vor dem Eintreffen des gegen ihn gesandten Diktators Gaius Iunius Bubulcus Brutus wieder davongesegelt.
Nachdem aufgrund des Beschlusses der Lex Ogulnia 300 v. Chr. auch Plebejer Priesterstellen bekleiden durften, war Livius Denter einer der vier ersten Vertreter seines Standes, die in diesem Jahr zu Pontifices gewählt wurden. In dieser Eigenschaft soll er 295 v. Chr. während der entscheidenden Schlacht von Sentinum an der Seite seines Priesterkollegen und vierfachen Konsuls Publius Decius Mus gestanden sein, als dieser sich während der großen Bedrängnis der römischen Streitkräfte freiwillig durch persönlichen Angriff auf die Feinde dem Tode weihte und dann fiel.